# Eufrozina Paleolog
Eufrozina (Eufrosina) Paleolog (Εὐφροσύνη Παλαιολογίνα) bila je bizantska princeza, a znana je i kao Irena. Bila je nazvana po božici Eufrozini i božici Ireni, a roditelji su joj bili car Mihael VIII. Paleolog i njegova konkubina.
Imala je sestru Mariju, a polusestra im je bila Irena Palaiologina, carica Bugarske, dok im je polubrat bio Andronik II. Paleolog.
O Eufrozini se relativno malo zna jer je bila izvanbračna kći. Ono što se zna sa sigurnošću je to da se udala za slavnog Nogaj-kana. Bila je maćeha cara Čake te kuma carice Eufrozine Bugarske.
Čini se da Eufrozina i Nogaj nisu imali djece.